# Tadeusz Dąbrowski
Pour les articles homonymes, voir Dąbrowski.
Tadeusz Dąbrowski, né le 28 octobre 1979 à Elbląg (Varmie-Mazurie) est un poète, essayiste, critique littéraire polonais. Il fait partie de la rédaction de la revue littéraire bimensuelle Topos.

## Biographie
Tadeusz Dąbrowski vit et écrit à Gdańsk.

## Œuvre
Il publie des articles et chroniques dans de nombreux magazines et revues, en Pologne et à l'étranger : 
- Tygodnik Powszechny, Polityka, Rzeczpospolita, Dziennik Polska-Europa-Świat, Gazeta Wyborcza, Twórczości, Odra, Zeszyty Literackie, Fronda[4], Res Publica Nowa, Kresy ;
- Akzente, Sprache im technischen Zeitalter, EDIT, Ostragehege, manuskripte, Lichtungen, Boston Review, American Poetry Review, Agni, Harvard Review, Tin House, Guernica, Poetry Daily, Poetry International, Poetry Review, Poetry London, The Reader, Shearsman, Poetry Ireland, Poetry Wales, Seam, Other Poetry, International Poetry Review, A2, Prostory, Literatūra ir Menas, Rīgas Laiks, Karogs, Observator Cultural.

## Distinctions
- 2009 : Prix Kościelski
- 2010 : nomination pour le Prix littéraire Nike